# Dánské království (středověk)
Dánské království (dánsky Kongeriget Danmark) byl středověký státní útvar v severní Evropě ve Skandinávii. Mimo Jutský poloostrov a ostrov Sjælland zahrnoval rovněž jižní Švédsko (oblast Skåne) a po nějaký čas v dobách severních křížových výprav také Rujánu, Pomořansko a Estonsko.

## Historie

### Vikingové
Lidé známí jako Vikingové obývali většinu území Dánska od 8. do 11. století. Měli daleko komplikovanější sociální strukturu než většina předcházejících obyvatel Skandinávie a proslavili se hlavně loupežnými výpravami na lodích zvaných drakkary, které podnikali prakticky do celé Evropy. Během doby Vikingů se Dánsko rozléhalo na Jutském poloostrově, Zélandském ostrově, jižní částí dnešního Švédska a na počátku 11. století ještě král Knut Veliký na skoro 30 let připojil Anglii.

### Formování dánského státu a jeho christianizace

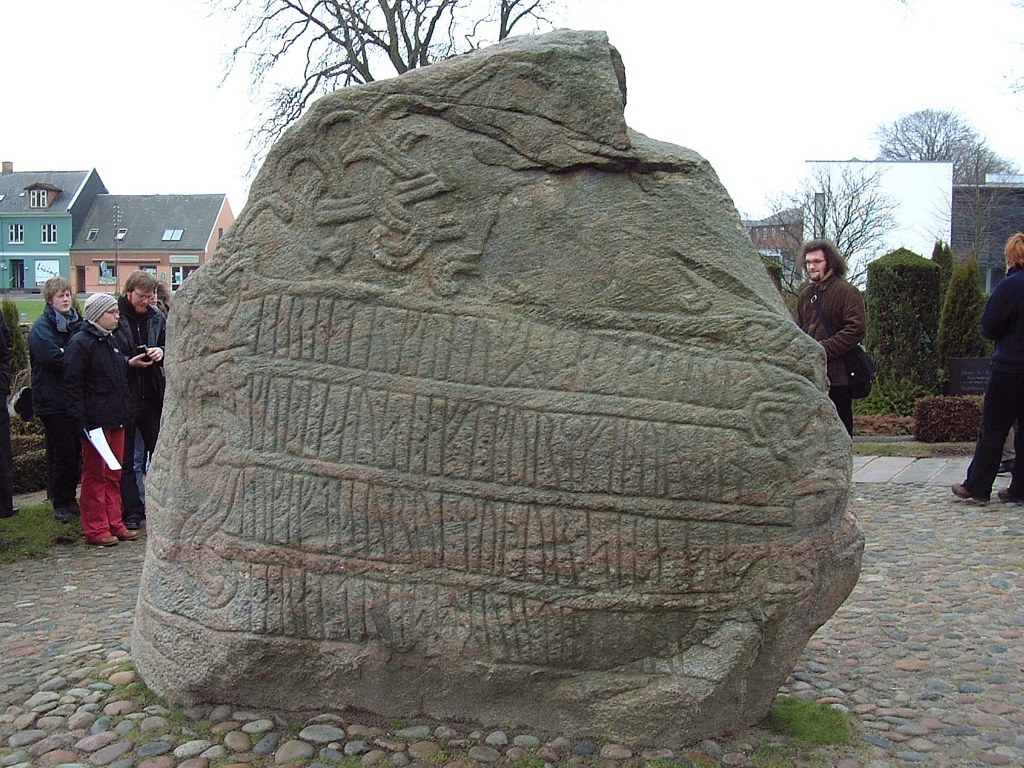
Kámen v Jellinge označovaný za křestní list Dánska Haralda Modrozuba

Prvním historicky doloženým panovníkem na dánském území byl Godfred, který vládl v době Karla Velikého, jenž se pokoušel proniknout na poloostrov, a byl jeho vážným protivníkem. Za prvního opravdu důležitého panovníka pak můžeme označit vikinského válečníka Hardegona, který koncem 9. století dobyl Jutský poloostrov, ale i přesto existovalo na území dnešního Dánska mnoho drobných království. Prvním, kdo se snažil o jejich sjednocení, byl Hardegonův syn Gorm (později označován jako Gorm Starý) z dynastie Skioldungů, který měl sídlo Jellinge v Jutsku. Předpokládá se, že kolem roku 980 dokončil Gormův syn Harald I. Modrozubý sjednocování dánského území. Přibližně ve stejné době pak Dánsko navštívili němečtí misionáři, kteří podle legendy prošli zkouškou ohněm, čímž přesvědčili Haralda konvertovat ke křesťanství (965). Nové náboženství, které teprve během staletí nahradilo původní severský polyteismus, mělo mnoho výhod pro krále, například ho opravňovalo k zavrhnutí mnoho jeho odpůrců, kteří byli přívrženci původní pohanské víry. Křesťanství také znamenalo určitou podporu od Svaté říše římské.
Po smrti Knuta Velikého v roce 1035 se Anglie od Dánska odtrhla a to se dostalo do krize. Po smrti Knutova syna Knuta III., který byl zabit při lidovém povstání, dokonce ovládl Dánsko na pět let (1042–1047) norský král Magnus Dobrý. Z této situace Dánsko vysvobodil až Knutův synovec Sven Estridson (1020–1074), který znovu získal plnou moc nad územím Dánska. Vybudoval si také velice přátelské vztahy s brémským arcibiskupem, který byl v té době arcibiskupem zodpovědným za celé území Skandinávie.

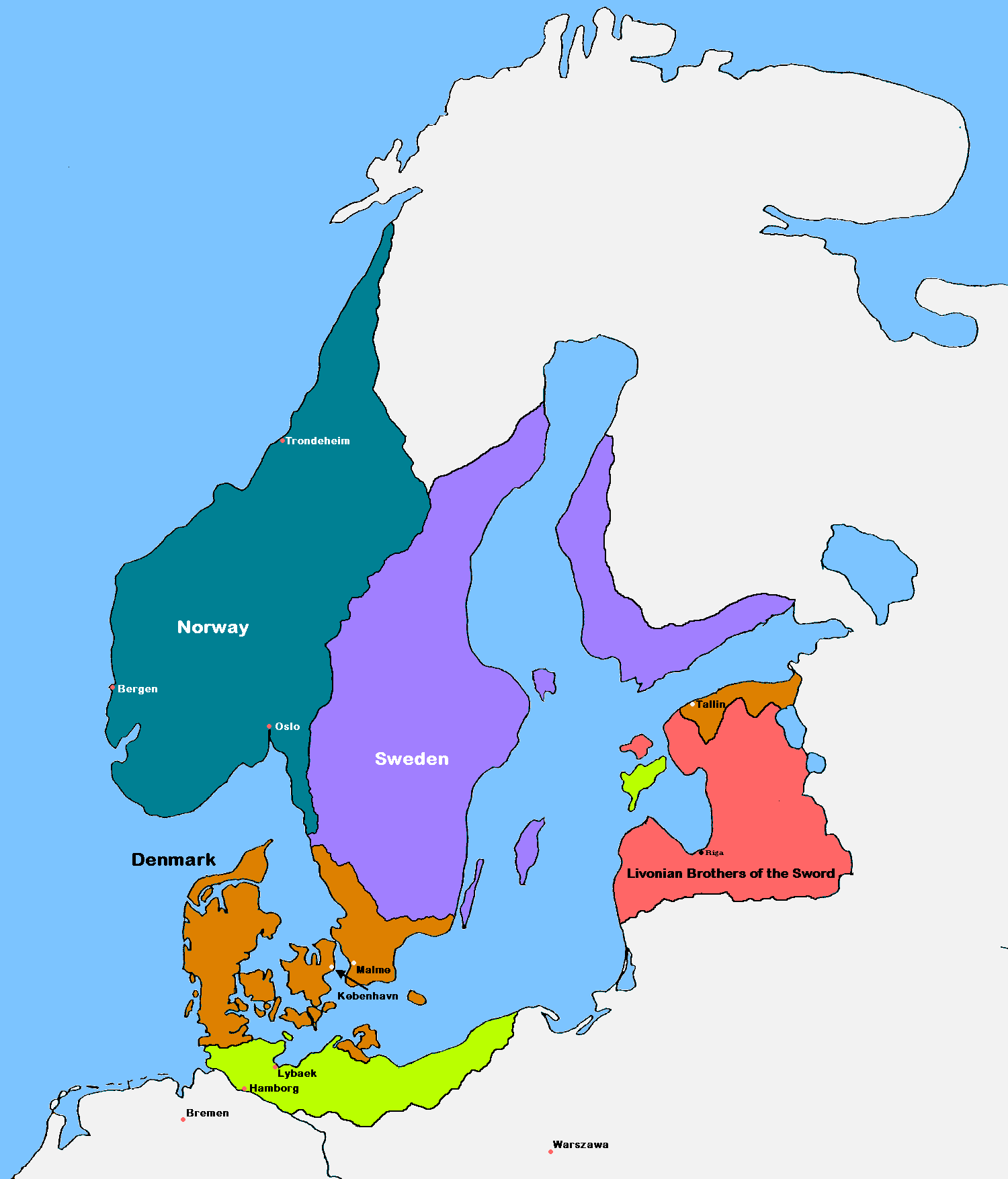
Skandinávie a Pobaltí v roce 1219; Dánské království (hnědá) a Dánskem vybojovaná území (světle zelená): estonský ostrov Saaremaa a část severního Německa

Na počátku 12. století bylo v Dánsku zřízeno arcibiskupství v Lundu, což zemi dávalo církevní moc nad celou Skandinávií. Nedlouho poté vznikla arcibiskupství také v Norsku i Švédsku, což jim zajistilo církevní nezávislost na Dánsku. Ve 12. století vypukl v Dánsku krvavý boj o královský trůn – válčili mezi sebou největší feudálové. Postupně vykrystalizovali tři kandidáti na trůn – Valdemar I., Knut Magnussen a Sven III. Grathe, všichni z rodu Ulfovců. Až roku 1157 došlo k jednání v Roskilde, které mělo vést ke stabilizaci poměrů. Tato schůzka je však známa jako krvavá, protože Sven III. své soky napadl, Knut Magnussen byl zabit, ale Valdemar prchnul. Ještě v roce 1157 porazil Valdemar I. v bitvě na Grathe hede Svena III., který v bitvě padl a Valdemar I. Veliký (1131–1182) tak získal kontrolu nad celým královstvím, stabilizoval ho a reorganizoval jeho správu. Během Valdemarovy vlády byl postaven hrad ve vesničce Havn, což nakonec vedlo k vybudování Københavnu (česky Kodaně), dnešního hlavního města. Společně s biskupem Absalonem pak Valdemar vybudoval z Dánska největší velmoc v oblasti Baltského moře, která mohla soupeřit s německou Hanzou, vévody z Holštýnska a Řádem německých rytířů v obchodě, území i nadvládě nad Baltským mořem.

Znak Estridsenů ze 14. století

Po Valdemarově smrti vládli jeho synové Knut VI. (1162–1202) a Valdemar II. Vítězný (1170–1241).
Valdemar II. byl jedním z nejvýznamnějších dánských králů – během jeho vlády dosáhla dánská expanze svého vrcholu a Dánsko mělo vliv na celou oblast Baltu, hlavně Estonska. Na podporu této expanze došlo k přesunu moci z Jutska na Sjælland. Valdemar II. ovládl Holštýnsko, potvrdil vládu nad Šlesvikem a 15. června 1219 dobyl Estonsko v bitvě u Lindanise (dnešní Tallinn). Během této bitvy podle pověsti spadla z nebe dánská vlajka. V roce 1225 pak byl Valdemar II. se synem zajat Jindřichem Zvěřínským, původcem tohoto zajetí byl však císař. Na podporu propuštění Valdemara vystupoval i papež Honorius III. a tak ho císař pod podmínkou vzdání se Holštýnska propustil. Ovšem už v prosinci 1225 byla smlouva Valdemarem prohlášena za neplatnou a Dánové začali sbírat vojsko. Jejich spojencem se stal rod Welfů a v roce 1227 došlo mezi oběma stranami k bitvě u Bornhövedu, v níž byl Valdemar kvůli zradě sedláků poražen a také přišel o oko. Tato bitva znamenala konec jeho snah o rozšíření území.
K českým dějinám má Valdemar II. vztah prostřednictví své ženy Markéty (při svatbě přijala jméno Dagmar Dánská), dcery Přemysla Otakara I.

### Problémy krále

Královská zástava Estridsenů (14. století)

Král měl problémy udržet moc nad královstvím hlavně kvůli sílící moci šlechty a církve. Dlouhý čas byly vztahy krále a římského papeže velice vlažné. Na konci 13. století byla královská moc stále na ústupu a tak se šlechtě podařilo donutit krále k podepsání první dánské ústavy. Ze slabosti dánského krále měli užitek i německá Hanza a vévodové z Holštýnska – poslední jmenovaní získali kontrolu nad velkým územím Dánska, protože král jim musel ručit svým lénem při výměně peněz k jejich finančním operacím. Následkem toho byl král ve 20. letech 14. století prakticky bez území, protože byl vázán mnoha sliby těmto hrabatům.
Dánské království stále upadalo a tak přešlo území Skåne na čas pod správu švédského krále. V roce 1340 pak trůn připadnul Valdemaru Atterdagovi (přízvisko můžeme přeložit jako „nový den“), který byl velice schopným politikem a podařilo se mu znovu sjednotit Dánské království, když postavil vévody proti sobě navzájem. Černá smrt objevivší se v Dánska během Valdemarovi vlády, také podpořila jeho snažení. Dále pak Valdemar IV. usiloval o další rozšíření dánského území, což se mu dařilo až do roku 1360, kdy se dostal do otevřeného konfliktu s německou Hanzou. K její nelibosti totiž obsadil Gotland s městem Visby, jež bylo důležitým obchodním centrem. Spojenectví Hanzy a Švédského království uzavřené kvůli napadení Dánska, zažilo ostudnou porážku, když dánské vojsko ukořistilo velké území pod držením německé Hanzy, kteréž jí bylo vráceno až po zaplacení veliké sumy peněz. Ku prospěchu Hanzy se Jutská šlechta vzbouřila proti vysokým daním vybíraným kvůli expanzivním válkám v oblasti Baltského moře a donutila v roce 1370 krále k odchodu do exilu. Poté po léta německá Hanza kontrolovala většinu pevností mezi Zélandem a Skåne.

### Markéta I. a Kalmarská unie

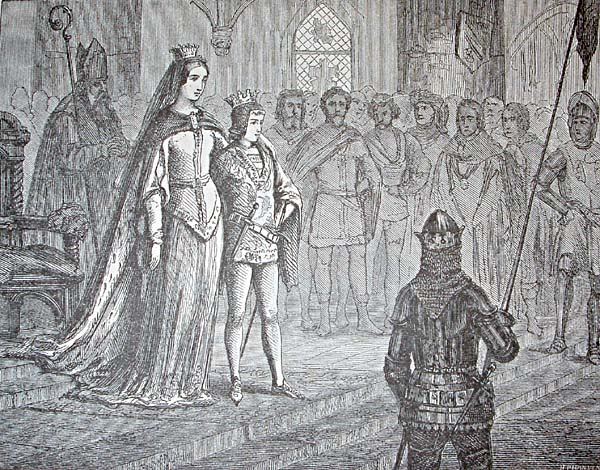
Korunovace Erika Pomořanského králem severských zemí 17. června 1397

Markéta I. byla dcerou Valdemara IV. Atterdaga provdaná za Haakona VI., krále Norska, díky čemuž byla spojena obě království a byla tu i možnost k připojení Švédského království, protože Haakon byl příbuzensky spřízněn se švédskou královskou rodinou. Původně měl nad všemi třemi královstvími vládnout Markétin syn Olav III., ale kvůli jeho brzké smrti se vlády ujala ona. Během jejího života byla všechna tři království sjednocena pod názvem Kalmarská unie, oficiálně založené v roce 1397. Tato unie obsahovala mimo území Norska, Švédska a Dánska i Faerské ostrovy, Grónsko, Island a většinu území dnešního Finska.